# Lastovo
Lastovo (it. Lagosta, al. Augusta) es un municipio insular, en el condado de Dubrovnik-Neretva en Croacia. El municipio se compone de 46 islas con una población total de 792 personas, de los cuales 93% son de etnia croata, y tiene una superficie aproximada de 53 kilómetros cuadrados (20 millas cuadradas). La isla más grande en el municipio también es llamado Lastovo, así como es la ciudad más grande. La mayoría de la población vive en la isla de 46 kilómetros cuadrados de Lastovo. La isla de Lastovo pertenece al archipiélago dálmata central. Está a trece kilómetros al sur de la también isla de Korcula.  La isla, no lejos de las islas Tremiti , alberga un famoso faro construido en 1839 [9] . El gobierno croata ha convertido la isla, junto con Cazza y las rocas adyacentes, en un parque natural . La capital de la isla es lacentro homónimo , ubicado en la costa noreste.

## Clima
Lastovo o Lagosta tiene todas las características básicas del clima mediterráneo, dominado por un clima templado, inviernos húmedos y fríos, y veranos que a veces son húmedos y lluviosos. La isla recibe alrededor de 2700 horas de sol al año y se clasifica como una de las islas más soleadas y acogedoras para los turistas en todo el Adriático Oriental. Esto hace que la temperatura del agua alcance los 27 °C en verano. La precipitación anual es de aproximadamente 650 mm.

## Historia
Lagosta o Lastovo, como el resto de la antigua provincia romana de Dalmacia, fue colonizada en la Antigüedad por los ilirios. Los romanos conquistaron y colonizaron toda el área. Sufrió las invasiones de los ávaros y las emigraciones de las tribus eslavas en el siglo VII d. C. Las tribus eslavas fortificaron la mayoría de las costas de la isla y de todo el archipiélago. Alrededor del año 1000, sin embargo, la República de Venecia  atacó y destruyó el área habitada debido a los frecuentes actos de piratería que los habitantes cometían en todas las costas del Adriático oriental. En el siglo XIII, Lagosta se unió a la República de Ragusa, con la que permaneció durante unos cuatro siglos, hasta la conquista francesa de la República por Napoleón Bonaparte. La isla es famosa por la arquitectura de sus iglesias de los siglos XV y XVI. En la isla hay numerosas iglesias, desde las más grandes hasta las más pequeñas, que dan testimonio de la profunda conexión de la isla con la tradición católica y con la cultura de la República de Ragusa (actual Dubrovnik).
Después del período napoleónico, se anexó al Imperio austríaco que gobernó la isla hasta 1918, cuando se convirtió en parte de las posesiones italianas de la nueva provincia de Zadar del Reino de Italia, junto con la cercana isla de Cazza y el archipiélago de Pelagosa. Lagosta tenía una minoría de habla italiana que, después de la transferencia a la isla de muchos refugiados dálmatas italianos de la recién establecida Yugoslavia, alcanzó casi el 40 % de la población total de la isla en 1940. Durante la Segunda Guerra Mundial, en la primavera de 1941 Lagosta se insertó en la provincia italiana de Split en La gobernación de Dalmacia. El 10 de septiembre de 1943 fue ocupado por los alemanes y más tarde por los partidarios de Tito.
Después de la Segunda Guerra Mundial, con el tratado de paz de 1947 pasó a la Federación Yugoslava. De 1976 a 1992 las aguas de la isla fueron cerradas por la Armada Yugoslava por razones estratégicas. Después de la guerra civil de 1991, la isla, como toda la Dalmacia croata, se convirtió en parte de la República de Croacia, hasta nuestros días.